# Rue Labéda
La rue Labéda (en occitan : carrièra Jacme e Aristides Labedas) est une voie de Toulouse, chef-lieu de la région Occitanie, dans le Midi de la France.

## Situation et accès

### Description
La rue Labéda est une voie publique. Elle se trouve au nord du quartier Saint-Georges.
La chaussée compte une voie de circulation automobile en sens unique, de la rue des Trois-Journées vers le boulevard Lazare-Carnot. Elle appartient à une zone de rencontre et la vitesse y est limitée à 20 km/h. Il n'existe ni bande, ni piste cyclable, quoiqu'elle soit à double-sens cyclable.

### Voies rencontrées
La rue Labéda rencontre les voies suivantes, dans l'ordre des numéros croissants (« g » indique que la rue se situe à gauche, « d » à droite) :
1. Rue Pierre-Baudis (g)
2. Boulevard Lazare-Carnot (d)
3. Rue de Saint-Cyr (g)
4. Rue des Trois-Journées (g)

### Transports
La rue Labéda est parcourue et desservie directement par la navette Ville. Elle se trouve par ailleurs à proximité immédiate des allées Jean-Jaurès, où se trouve la station Jean-Jaurès des deux lignes de métro  . En correspondance se trouvent, sur les boulevards de Strasbourg et Lazare-Carnot, les arrêts des lignes de Linéo L1L8L9L14 et de bus 152329Aéroport.
Plusieurs stations de vélo en libre service VélôToulouse se trouvent sur le boulevard Lazare-Carnot : les stations no 20 (69 boulevard Lazare-Carnot) et no 21 (63 boulevard Lazare-Carnot).

## Odonymie

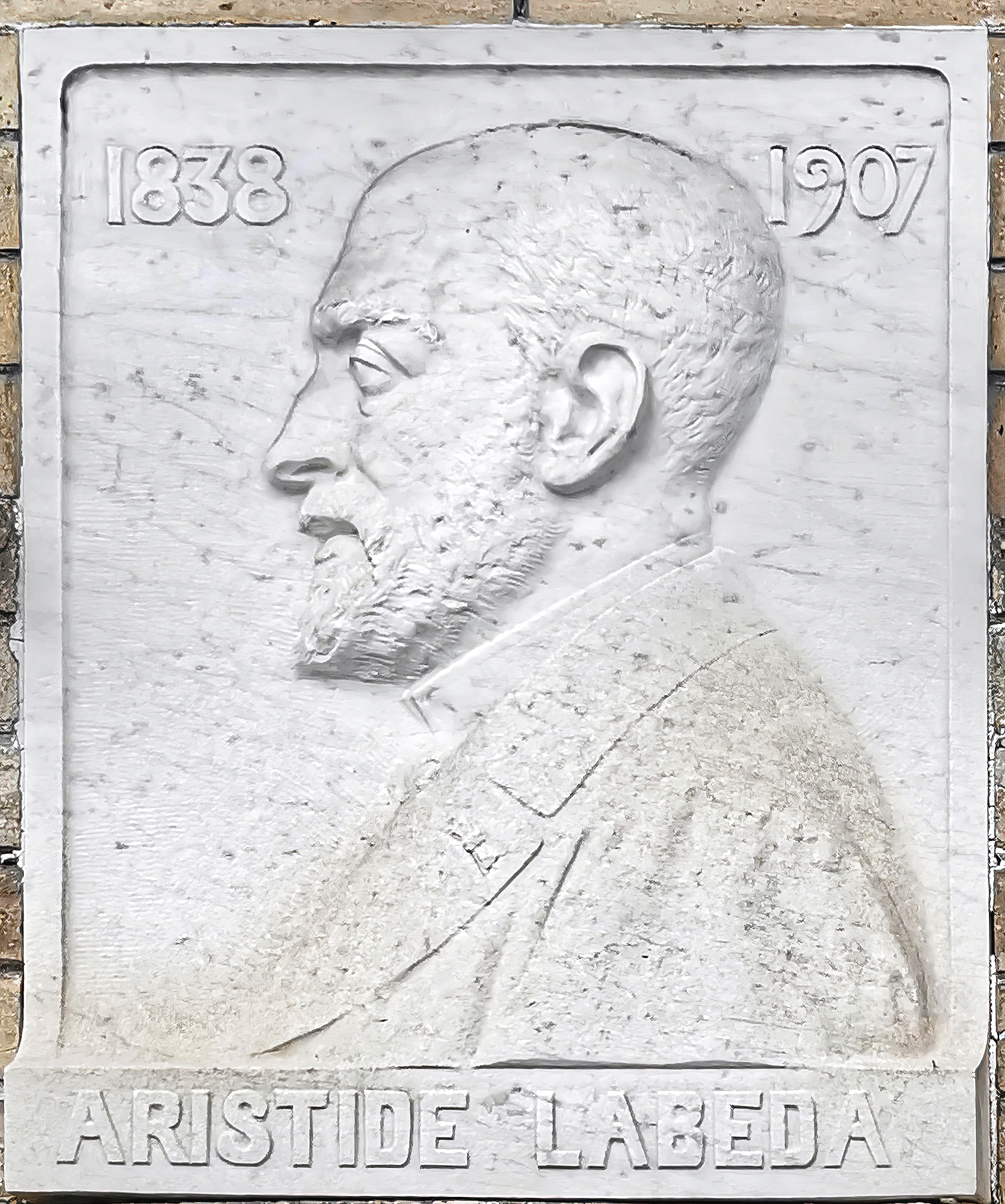
Aristide Labéda, bas-relief du tombeau au cimetière de Terre-Cabade.

Le nom de la rue rend hommage à Jacques Labéda (1795-1869) et son fils, Aristide Labéda (1838-1907). Jacques Labéda, fils d'un boulanger de Limoux, obtient une place au greffe du tribunal de cette ville. En 1813, pendant les guerres napoléoniennes, il participe aux opérations militaires en Catalogne, au sein de l'armée d'Aragon. Dans les premiers temps de la Restauration, il s'installe à Toulouse, où il est chargé de l'enseignement mutuel, au sein de l'Institution Toussaint, rue du Taur. En 1828, il est nommé directeur l'école pour garçons du Centre, premier établissement primaire public de la ville. Son épouse, Émilie Escolier est quant à elle chargée, à partir de 1834, de l'école pour filles. Leur fils, Aristide Labéda, docteur en médecine en 1865, est chirurgien des hôpitaux de Toulouse. À partir de 1871, il poursuit également une carrière d'enseignant à la faculté de médecine, dont il devient doyen. Il assume enfin des fonctions politiques, comme conseiller municipal entre 1884 et 1888. Sa sœur, Clémence Labéda (1833-1899), épousa le musicien toulousain Paul Mériel (1818-1897). 
La rue, lors de son aménagement au début du XIXe siècle, avait pris le nom de rue Neuve-Saint-Aubin. Le nom de Saint-Aubin s'appliquait à l'origine à une chapelle médiévale du XIIe siècle, disparue à la Révolution (emplacement des actuels no 38-40 boulevard Lazare-Carnot). Au début du XIXe siècle, il fut donné à plusieurs voies du quartier, tels le boulevard Saint-Aubin (actuel boulevard Lazare-Carnot) et la rue du Rempart-Saint-Aubin (actuelle rue Maurice-Fonvieille). C'est en 1909 que le nom de Labéda fut donnée à la rue, par décision du conseil municipal de Raymond Leygue.

## Histoire

### Époque contemporaine
En 1960, l'École hôtelière des Pyrénées (actuel lycée des métiers de l'hôtellerie et du tourisme d'Occitanie), créée en 1916 dans la rue Saint-Étienne (actuel no 26 rue Croix-Baragnon), s'installe dans la rue du Conservatoire (emplacement de l'actuel no 2). L'établissement, qui propose des formations dans le secteur de l'hôtellerie et de la restauration, ouvre un hôtel-restaurant d'application rue Labéda. À partir des années 1980, elle accueille également l'Institut national d'hôtellerie et de tourisme, ainsi que le GRETA Garonne.
En 1998, le lycée déménage dans de nouveaux locaux, entre la voie du TOEC et la rue de l'Abbé-Jules-Lemire.

## Patrimoine et lieux d'intérêt

### Théâtre de la Cité

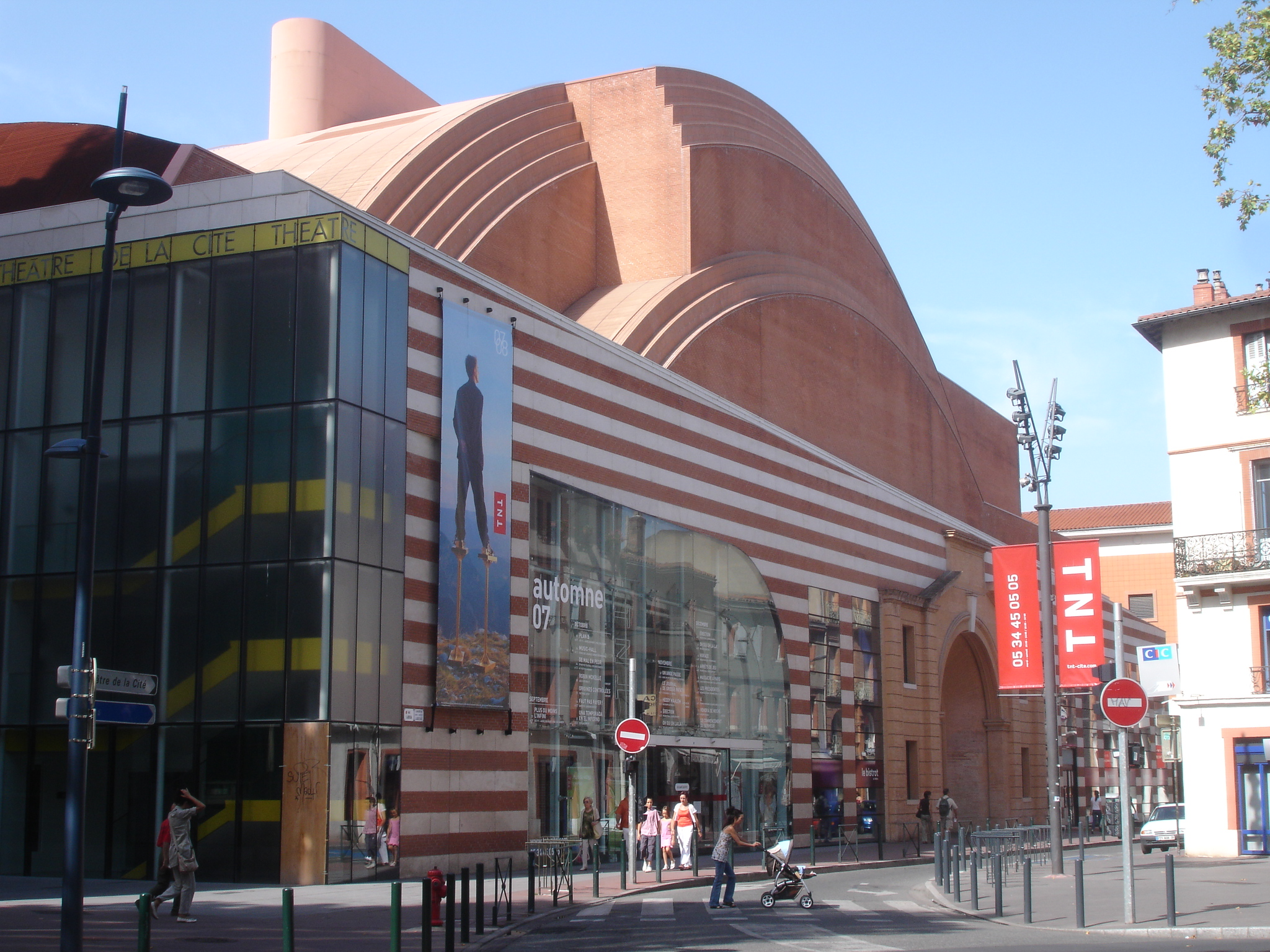
La façade du théâtre de la Cité en 2007.

Le théâtre de la Cité occupe une vaste parcelle limitée par la rue Labéda (actuel no 3), la rue Pierre-Baudis (actuel no 1), la rue Maurice-Fonvieille (actuel no 5) et la rue de Saint-Cyr (actuel no 2). L'espace est occupé, jusqu'en 1992, par le conservatoire de musique de la ville, déménagé cette année dans les bâtiments de l'ancien hôpital Larrey (actuel no 17 rue Alexis-Larrey). On y trouvait aussi l'annexe du collège Michelet, permettant aux élèves en horaires aménagés de suivre les enseignements du conservatoire,.
Le projet de nouveau théâtre est confié à l'agence SAREA Alain Sarfati Architecture. Le bâtiment, de style post-moderne, utilise le verre, le béton, mais aussi la brique et la pierre en parement. Il intègre des éléments des bâtiments plus anciens, tel le portail du conservatoire de musique, créé par l'architecte Urbain Vitry en 1850.

### Immeuble
- no  8 : hôtel des ventes. 
L'hôtel des ventes est construit entre 1896 et 1899 pour le compte de J.-M. Mariteau, entre la rue des Trois-Journées (actuel no 4) et la rue Labéda. Il devenait ainsi l'unique salle de ventes de la ville, utilisée par quatre commissaires-priseurs indépendants. Le bâtiment présente sur la rue Labéda sa façade arrière, dont les élévations sont similaires à la façade principale, mais sans ornements. Le bâtiment est surélevé d'un deuxième étage en 1957 par les architectes Paul et Pierre Glénat – un projet de surélévation de cinq étages avait été refusé l'année précédente[9]. La salle des ventes ferme en 2004[10].